# Gess (Comiczeichner)

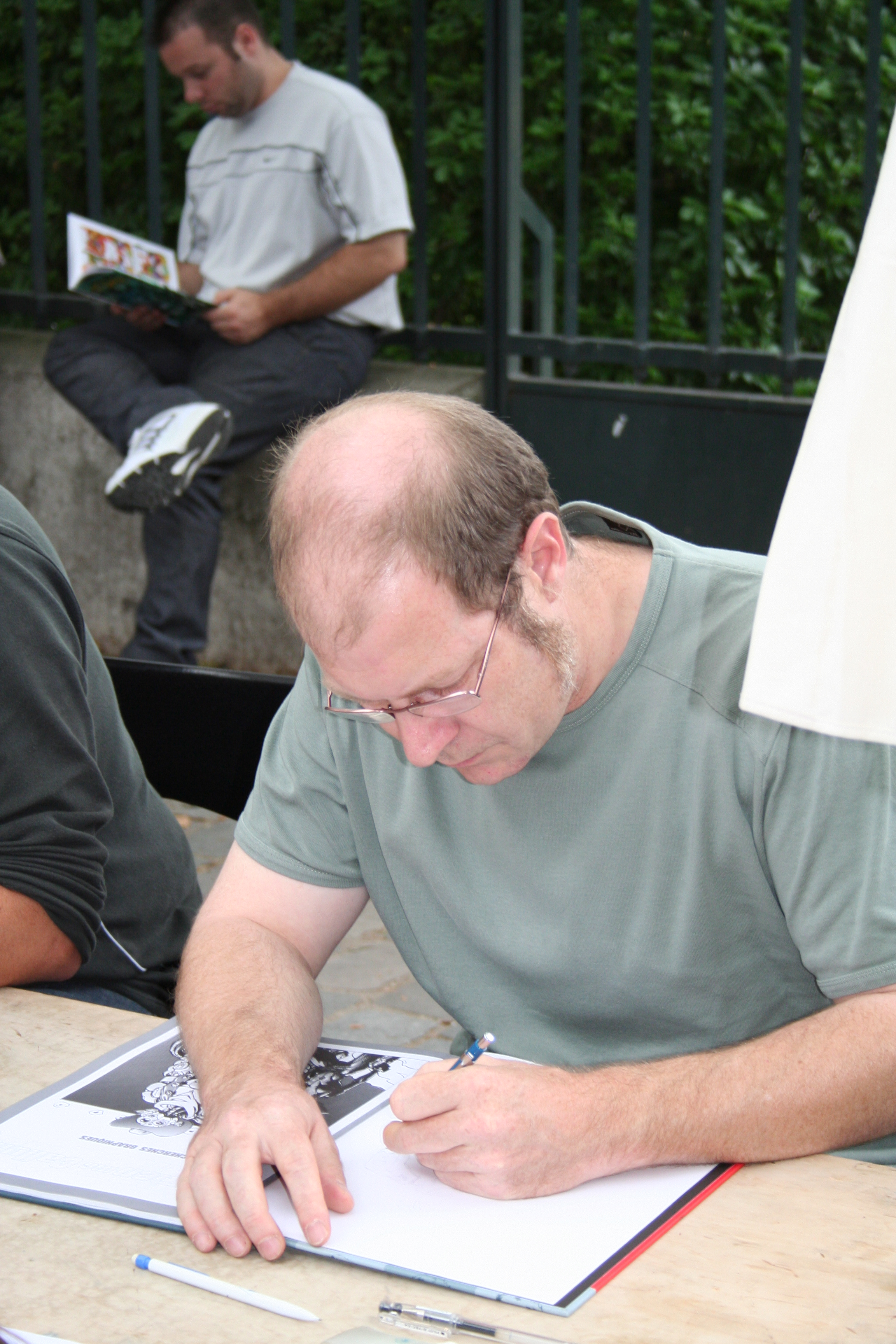
Gess (2006)

Gess (eigentlich Stéphane Girard, * 21. Juni 1961 in Rouen) ist ein französischer Comiczeichner.

## Leben
Stéphane Girard wurde 1961 in Rouen geboren. Er interessierte sich bereits früh für das Zeichnen, wendete sich aber zunächst dem Siebdruck und Layouten zu. Nach einem Treffen mit den Machern des Fanzines „Café Noir“ beginnt er, sich auch mit Comics zu beschäftigen. Er entwirft zunächst die Serie Teddy Bear, die im Zenda-Verlag erscheint. Mitte der 90er-Jahre schlägt Olivier Vatine ihm vor, eine neue Serie bei Delcourt zu begründen – so entsteht Carmen Mc Callum (Szenario von Fred Duval). Über mehr als ein Jahrzehnt ist diese Science-Fiction-Serie sein wichtigstes Werk. Nach Erscheinen des achten Bandes verlässt er die erfolgreiche Serie, um sich anderen Projekten zuzuwenden. Außer den Comic-Projekten erstellt Girard auch Illustrationen für Science-Fiction-Romane, insbesondere für Werke von Orson Scott Card und Pierre Bordage. 
Girard ist seit 1998 verheiratet und hat zwei Kinder. Er lebt und arbeitet in Nantes.

## Werke
- 1992–1995: Teddy Bear mit Serge Lehman und Fabrice Colin, drei Bände
- 1995–2007: Carmen Mc Callum, mit Fred Duval und Olivier Vatine, acht Bände, auf Deutsch bei Bunte Dimensionen erschienen
- 2009–2010: La Brigade chimérique mit Serge Lehman und Fabrice Colin, sechs Bände
- 2014–2016: L'Œil de la Nuit mit Serge Lehman, sechs Bände
- seit 2017: Les contes de la Pieuvre, zwei Bände